# 2595 Gudiachvili
2595 Gudiachvili eller 1979 KL är en asteroid i huvudbältet som upptäcktes den 19 maj 1979 av den danske astronomen Richard West vid La Silla-observatoriet. Den är uppkallad efter den georgiske målaren Lado Gudiashvili.
Asteroiden har en diameter på ungefär 14 kilometer och den tillhör asteroidgruppen Gefion.